# Ongjin-gun, Sydkorea
Ongjin-gun (hangul: 옹진군. hanja: 甕津郡) är en landskommun  i staden och provinsen Incheon i den nordvästra delen av Sydkorea. Ongjin-gun består av 23 bebodda öar och 90 obebodda öar. Flera av öarna ligger mycket nära gränsen till Nordkorea.
Ögruppen kallas också Sir James Hall gruppen efter James Hall vars son, Basil Hall, var en tidig besökare i Korea från väst.

## Historia
Ongjin var under 300-talet en del av Hanimperiets Lolang-distrikt och kallades Oncheon under de tre kungadömenas period. Området fick namnet Ongjin under kung Taejos av Goryeo regeringstid. År 1018 etablerades Ongjin som ett av de stora administrativa distrikten i landet.

## Administrativ indelning

Karta med Onggin-guns socknar.

Ongjin-gun är uppdelat i sju socknar (myeon).
- Baengnyeong-myeon (백령면)
- Bukdo-myeon (북도면)
- Daecheong-myeon (대청면)
- Deokjeok-myeon (덕적면)
- Jawol-myeon (자월면)
- Yeongheung-myeon (영흥면)
- Yeonpyeong-myeon (연평면)